# Danai Gurira

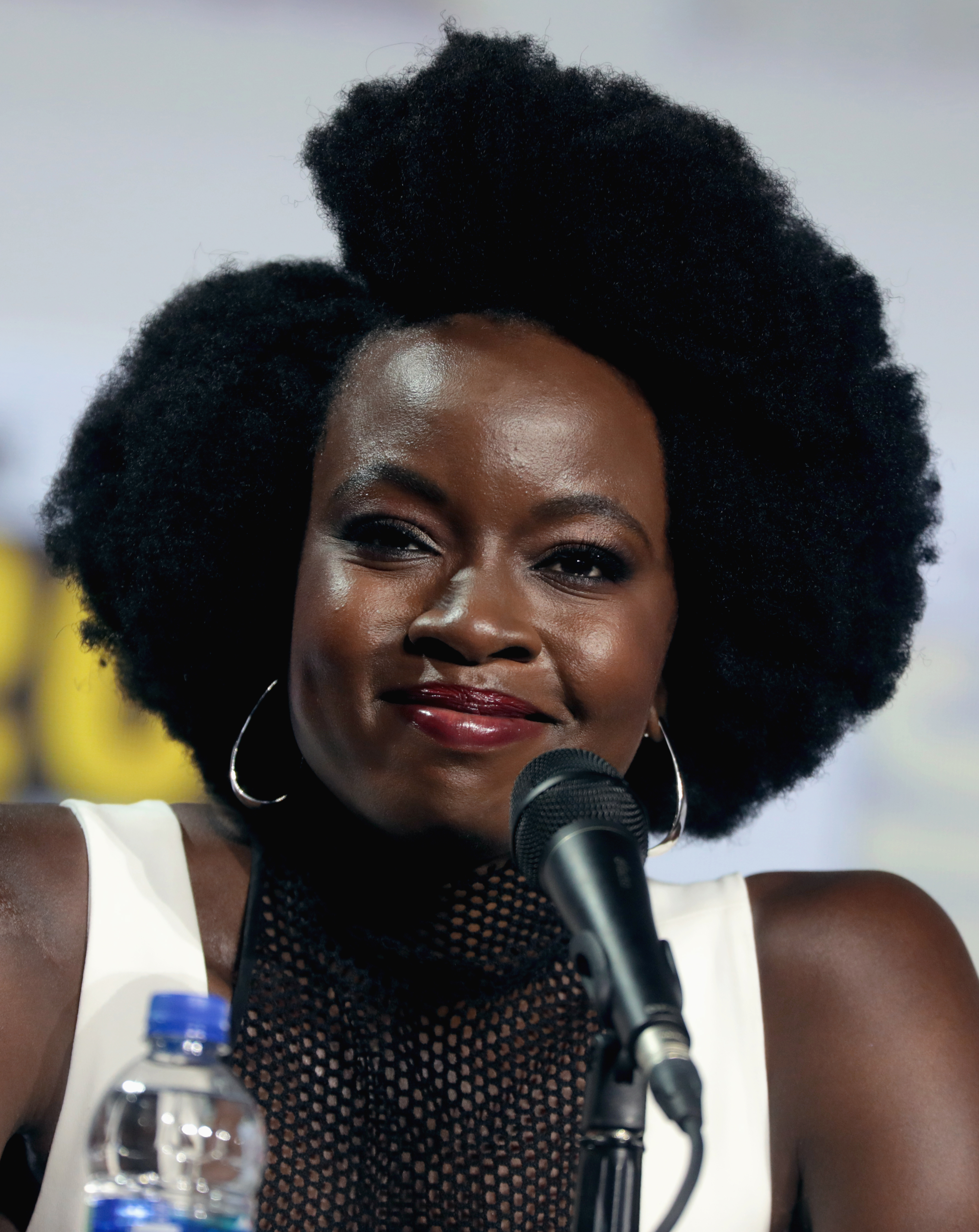
Danai Gurira auf der San Diego Comic-Con International 2019

Danai Jekesai Gurira (* 14. Februar 1978 in Grinnell, Iowa) ist eine US-amerikanische Schauspielerin, Aktivistin und Drehbuchautorin. Sie engagiert sich für die Gleichberechtigung von Frauen und Mädchen.

## Leben
Danai Guriras Eltern stammen aus Simbabwe. Sie begann ihre Schauspielkarriere im Jahr 2004 mit einem Auftritt in der Fernsehserie Criminal Intent – Verbrechen im Visier. Danach spielte sie 2007 in dem Spielfilm Ein Sommer in New York – The Visitor die illegale Einwanderin Zainab. Es folgten Auftritte in verschiedenen Serien und Filmproduktionen, wie Wen die Geister lieben, Law & Order, My Soul to Take und Lie to Me. Von 2010 bis 2011 war sie in einer Nebenrolle in der Dramaserie Treme zu sehen.
2012 wurde sie einem breiteren Publikum bekannt, als sie in der Fernsehserie The Walking Dead eine Hauptrolle als geheimnisvolle Schwertkämpferin Michonne übernahm. 2018 übernahm sie die Rolle der Okoye in der Marvel-Verfilmung Black Panther und trat in derselben Rolle in den chronologischen Nachfolgern Avengers: Infinity War im selben Jahr, 2019 in Avengers: Endgame sowie 2022 in Black Panther: Wakanda Forever erneut auf. Ihre deutsche Synchronstimme wird von Dela Dabulamanzi gesprochen.
2018 wurde sie in die Academy of Motion Picture Arts and Sciences berufen, die jährlich die Oscars vergibt.
Im selben Jahr wirkte sie in der Reebok-Kampagne #bemorehuman mit.

## Filmografie (Auswahl)
- 2004: Criminal Intent – Verbrechen im Visier (Law & Order: Criminal Intent, Fernsehserie, Episode 4x09)
- 2007: Ein Sommer in New York – The Visitor (The Visitor)
- 2008: Wen die Geister lieben (Ghost Town)
- 2009: Law & Order (Fernsehserie, Episode 20x11)
- 2010: My Soul to Take
- 2010: Lie to Me (Fernsehserie, Episode 2x20)
- 2010–2011: Treme (Fernsehserie, 6 Episoden)
- 2011: Restless City
- 2012–2020, 2022: The Walking Dead (Fernsehserie, 90 Episoden)
- 2013: Mother of George
- 2015: Tinkerbell und die Legende vom Nimmerbiest (Tinker Bell and the Legend of the NeverBeast, Stimme von Fury)
- 2017: All Eyez on Me
- 2018: Black Panther
- 2018: Avengers: Infinity War
- 2019: Avengers: Endgame
- 2021: What If…? (Fernsehserie, 3 Episoden, Stimme)
- 2022: Black Panther: Wakanda Forever
- 2024: The Walking Dead: The Ones Who Live (Fernsehserie, 6 Episoden)

## Drehbücher für Theaterstücke (Auswahl)
- 2008: In the Continuum
- 2010: Eclipsed
- 2015: Familiar
- 2017: The Convert